# Antho lundbecki
Antho lundbecki är en svampdjursart som först beskrevs av Breitfuss 1897.  Antho lundbecki ingår i släktet Antho och familjen Microcionidae. Inga underarter finns listade i Catalogue of Life.